# Белецкий, Фёдор Иванович
Фёдор Иванович Белецкий (1919 — ?) — советский футболист, защитник.
В 1946 году — в составе клуба «Сталь» Константиновка. 1948—1950 годах играл за «Сталь»/«Металлург» Константиновка, в 1953 — за «Трактор» Таганрог, в 1955 — за «Химик» Днепродзержинск в КФК. В 1954 году в составе «Металлурга» Днепропетровск в классе «Б» провёл 12 матчей, участник полуфинала Кубка СССР.